# Viktória-paradicsommadár
A Viktória-paradicsommadár vagy más néven Viktória-katonamadár (Ptiloris victoriae) a madarak osztályának verébalakúak (Passeriformes) rendjébe és a paradicsommadár-félék (Paradisaeidae) családjába tartozó faj.
A fajt John Macgillivray fedezte fel a a fajt és John Gould nevezte el 1850-ben Viktória brit királynőről.

## Előfordulása
Ausztrália keleti részén honos. Egy viszonylag szűk területen, az Atherton táblavidék erdeiben él, Queensland északkeleti részén. Az adott terület endemikus faja.

## Megjelenése
Testhossza 23-25 centiméteres, ezzel a Ptiloris nem legkisebb faja. A hím viktória-paradicsommadárnak fekete tollazata van. A tollai a fején zöldeskéken, míg a mellén bronzosan csillognak. A torkuk egészen sötét, bársonyos fekete színű, a közepén egy élénk kék mezővel.
A tojónak szürkés-barna matt tollazata van. 
|  |

## Életmódja
Elsősorban gyümölcsevő faj. A fák ágairól szedi le a gyümölcsöket, sokszor úgy, hogy egyik lábával lefogja a gyümölcsöt, míg csőrével húzza.

## Szaporodása
A hím kiterjeszti szárnyait, s a tojó nézi a táncot – ha a tojónak tetszik a tánc, ő is kiterjeszti szárnyait.

## Természetvédelmi helyzete
Viszonylag szűk elterjedési területe ellenére, elég gyakori fajnak számít. A Természetvédelmi Világszövetség Vörös listáján a „nem fenyegetett” kategóriába sorolja a fajt.
A CITES második függelékében szerepel a madár.

## Fordítás
- Ez a szócikk részben vagy egészben  a   Victoria's Riflebird című angol Wikipédia-szócikk ezen változatának fordításán alapul.  Az eredeti cikk szerkesztőit annak laptörténete sorolja fel. Ez a jelzés csupán a megfogalmazás eredetét és a szerzői jogokat jelzi, nem szolgál a cikkben szereplő információk forrásmegjelöléseként.

## Külső hivatkozás
- Képek az interneten a fajról
- Ibc.lynxeds.com – videók a fajról